# Stazione di Caorso
Stazione di Caorso vasútállomás Olaszországban, Caorso településen.

## Vasútvonalak
Az állomást az alábbi vasútvonalak érintik:
- Piacenza–Cremona-vasútvonal

## Kapcsolódó állomások
A vasútállomáshoz az alábbi állomások vannak a legközelebb:
- Borghetto San Lazzaro railway halt
- Stazione di Monticelli d'Ongina